# 联觉

一般人眼中所見的白底黑字或數字，在聯覺者眼中可能是這種現象。

有些人聽到特定聲音時，會「看到」各種色彩。

聯覺（英語：Synesthesia），又譯為共感覺、通感或聯感，是一種感覺現象，指其中一種感覺或認知途徑的刺激，導致第二種感覺或認知途徑的非自願經歷。聯覺感知的意識因人而異。在一種普遍的聯覺形式中，被稱為「字位→顏色聯覺」或「顏色-字素聯覺」，當中字母及數字被認為具固有顏色。在空間序列或數字形式的聯覺中，數字、一年中的月份、一周中的日子會在空間中確定精確位置（例如，1980年可能比1990年「更遠」），或可能顯示為三維地圖（順時針或逆時針）。聯覺的聯想可能發生於任何數量的感官或認知途徑的任意組合。
關於聯覺如何發展所知甚少。有人提出，兒童於兒時首次深入接觸抽象概念時，就會發展出聯覺。這個假設稱為「語義真空假設（semantic vacuum hypothesis）」，這解釋為何聯覺最常見的形式是字素色、空間序列和數字形式。這些通常是教育系統要求兒童學習的第一種抽象概念。
在充分定義聯覺方面存在著困難。聯覺一詞已包括許多不同的現象（感官聯盟）在內，並且在許多情況下，該術語似乎不準確。一個更準確但不太常見的術語可能是「抽象概念引發的感覺」。
最早記錄的聯覺事件歸功於英國牛津大學學術與哲學家約翰·洛克，他於1690年發表了一篇關於一名盲人的報告，該盲人說當他聽到小號的聲音時就經歷了猩紅色。然而，對於洛克所描述之聯覺的實際情況還是使用了隱喻存在著分歧。首個醫療記錄來自德國醫生喬治·托比亞斯·路德維希·薩克斯（Georg Tobias Ludwig Sachs）於1812年的記錄。
「聯覺」一詞源於古希臘語 σύν（意為「共同」）和αἴσθησις（意為「aisthēsis，感觉」）。其解釋為一種具有神經基礎的感知狀態，表示一種感官刺激或認知途徑會自發且非主動地引起另一種感知或認識。真正的聯覺是無意識的，文學修辭手法中的通感（如「苦澀的風」或「尖利的笑聲」等），有時也會被描述為「聯覺的」。據估算平均每23個人中便有1人擁有某種聯覺。報告此類經歷的終身歷史的人通常被稱為「聯覺者（英語：synesthete）」。他們對聯覺的感受很少發生改變，例如一個人「感到」數字１是紅色的，當他每次看到數字１時，都會「看見」紅色。當問及聯覺者怎麼發現自己的聯覺時，他們並不會認為自己的體驗不尋常，直至他們意識到自己有別於其他人。有些聯覺者會感到整個生活都在保守這秘密。

## 機制

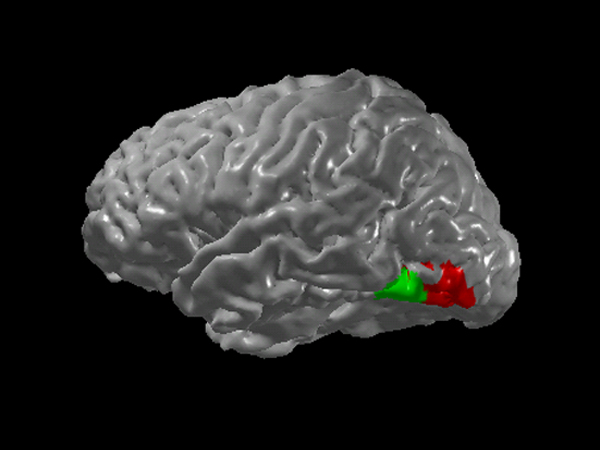
字位→顏色聯覺中被交叉激活的區域（綠色=字位→顏色聯覺識別區；紅色=視覺皮層V4顏色區域）。

截至2015年，聯覺的神經系統相關性尚未被建立起來。
大腦的專用區域是專門用於特定的功能。專門用於不同功能的區域之間串擾增加可能會導致出現多種類型的聯覺。例如，當觀看字形時看到顏色的附加體驗，可能是由於字素識別區域和名為「視覺皮層V4顏色區域」的交叉激活（如圖）。事實證明了字素—顏色合成物使不能自覺地識別字素的形狀也能夠在其周邊視覺中識別字素的顏色。
另一種可能性是抑制反饋，或者減少沿正常存在的反饋途徑的抑制量。通常，激發和抑制是平衡的。然而，如果正常的反饋沒有像往常一樣受到抑制，則從多感官處理的後期反饋的信號可能會影響較早的階段，從而使音調可以激活視覺。神經科學家理查德·西托維奇（Richard Cytowic）和伊格曼（Eagleman）以所謂的獲得性聯覺形式中找到抑制解除想法的支持論點，在某些條件下出現於非聯覺者身上：顳葉癲癇、頭部外傷，中風和腦部腫瘤。他們還指出，它同樣可能發生於某些階段，如冥想、深度專注、感覺剝奪，或使用致幻劑（如LSD或麥司卡林，甚至在某些情況下還包括大麻）。但是，有聯覺者報稱如咖啡因和香煙般常見的興奮劑是不會影響他們聯覺的強度，甚至是乙醇也不能:137–40。
聯覺有一種非常不同的理論性提議是基於抽象概念引發的感覺。據此，聯覺是透過提取介導刺激的含意來獲得。因此，聯覺從根本上可能是語義學的一個現象。因此，要理解聯覺的神經機制，就必須更好地理解語義機制和意義提取。這是一個非狹隘的問題，因為這不僅是大腦中「被處理」位置的問題，而且還涉及理解的問題—體現在例如中文房間的問題。因此，聯覺的神經基礎的問題已根深蒂固於一般心物問題和解釋鴻溝中。

### 遺傳學
聯覺的遺傳學機制長期以來一直在爭論。由於聯覺的流行於直系親屬中存在，有證據表明聯覺可能具有遺傳基礎，然而單卵雙胞胎的案例研究顯示這裡有表觀遺傳學的元素。聯覺也可能是一種寡聚狀態，它具有基因座異質性，多種形式的承傳（在某些情況下包括孟德爾特殊單基因疾病），和基因表達的連續變化。有研究經已發現，女性產生聯覺的可能性更高，在英國，女性罹患聯覺的可能性是男性的8倍（原因不詳）。當人們承傳左撇子時，研究人員並發現，聯覺者中出現左撇子的機會率會比一般人更高。

#### 患病與遺傳基礎
聯覺有明顯的「家族聚集」現象，但具體的遺傳模式尚待確認。這也有個別報道稱聯覺會因失明或失聰、中風、顳葉癲癇發作、服用精神科藥物而出現。由非基因因素造成的聯覺被稱作「偶發聯覺」，以同樣更為普遍的「先天聯覺」來區分。由中風和藥物（不包括失聰和失明）引起的偶發聯覺似乎只包括感官聯繫，如「聲音→視覺」或「觸覺→聽覺」等。部分報告中（可能是）包含了具有文化基礎的案例，即字母、詞位、一周的日子或一年的月份。

## 聯覺的判定
雖然聯覺經常會被稱為「神經病學狀況」，但它並沒有被收錄進DSM-IV和ICD的分類目錄中，因為它通常不會影響日常生活。事實上，確實有大部分聯覺者報告指他們的經歷是中性的，甚至是令人愉悅的。相反，聯覺如色盲和絕對音高一樣，是一種受感性體驗影響很大的經歷，它只有感覺體驗上的差異。不過，它卻在Dorland的醫學辭典和Steadman的醫學辭典存在了多年。「神經」一詞僅能反映出它是建立於大腦感知差異的基礎上。

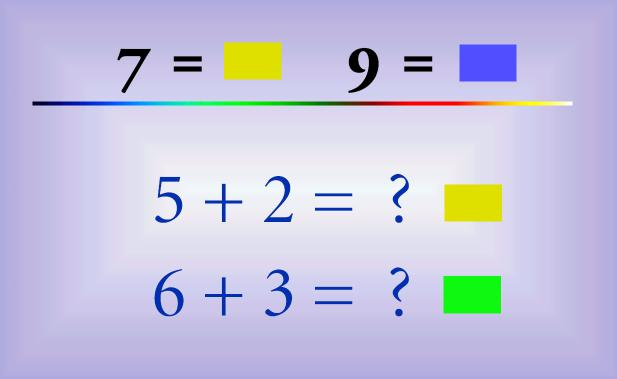
用於獲得跟聯覺者的自動顏色一致答案的反應時間短於那些答案不一致的人。

聯覺存在著多種測試。每種常見的類型都有一個特定的測試。在測試字素—顏色聯覺時會進行視覺測試。測試中會展示一張包含黑色字母和數字的圖片。聯覺者會將字母和數字以特定顏色相關。聽覺測試是測試聯覺的另一種方法。聲音播放並且一方會以某種味道來識別它，或想像形狀。音頻測試與連帶色覺相關（聲音與顏色相關）。由於人們質疑聯覺是否與記憶有關，因此給予進行「重新測試」。一個測試被賦予一組物件，並且會被要求分配顏色、味道、個性或更多。一段時間後，呈相同的物件並再次要求該人重覆執行相同的任務。聯覺者能夠分配相同的特徵，因為該人在大腦中有著永久的神經聯繫，而不是某個物體的記憶。最簡單的方法是長期以顏色名稱、色片，或提供1,670萬種選擇的電腦屏幕顏色選擇器的重覆測試來驗證其可靠性。即使在兩次測試之間相隔多年，聯覺者於關聯可靠性方面的得分也始終保持在90％左右。相比之下，即使在兩次測試之間只有幾星期的時間，並警告他們將被重新測試的情況下，非聯覺者的得分僅為30％至40％
。

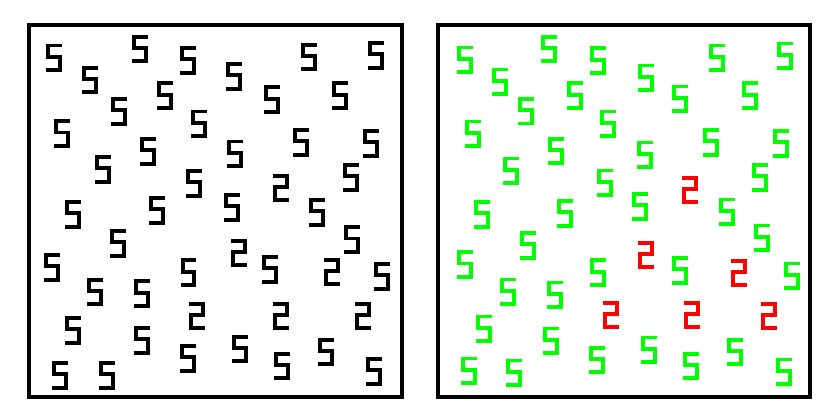
聯覺體驗的自動化。聯覺者可能會感覺到左側面板就像右側面板。

人們曾認為不同聯覺者之間的聯覺體驗是完全不同的，但最近的研究揭示出，在大量案例進行的集中分析中可找到一些潛在的相似性。例如，聲響—色彩聯覺者在聽到較高的音調時傾向於感受到較淺的顏色，字符—色彩聯覺者作為一個群體，對每個字母的顏色有明顯的偏好（例如A傾向於紅色；O傾向於黑色或白色；S則傾向於表現為黃色等）。然而聯覺類型的數量有很多，在每一類型中，不同個體又會報告不同的觸發途徑和不同強度的聯覺體驗，在每種類型中，個人報告的感覺和體驗強度都有不同的觸發因素。這種多樣性意味著很難在一個人中判定是否具有聯覺，而大部分聯覺者完全不知道自己的經歷有名稱。同時，絕大部分聯覺者並不知道自己的感知與眾不同，而其他人則報告指感覺好像他們一生都在保守秘密。不過，在忽略種種差異性之後，還是有一些普遍適用的標準來判定真正的聯覺體驗。
神經科學家理查德·西托維奇定義了以下的聯覺診斷標準：
- 聯覺是自發的而且自動性；
- 聯覺感知具有空間上的延伸，即通常都具有「位置感」（舉例來說，聯覺者在描述感知產生的地點時可能會用到「看向」或「去往」一類的詞語）；
- 聯覺感受是一致而通用的（即簡單如圖像）；
- 聯覺的感知是易於記憶的；
- 聯覺具有實際的影響（心理學上）。

西托維奇的早期案例包括了聯覺坦率地投射到體外（比如在人臉前的一塊「屏幕」上）。後來的研究發現這種鮮明的外表表現發生於少數的聯覺者中。為了完善這個概念，西托維奇與大衛·伊格曼「自體聯覺者」和「非自體覺者」來區分那些有否不同空間感受的聯覺者。

### 體徵和症狀
聯覺體驗的自動和不可言喻的性質意味著配對可能看起來並不尋常。這種非自願和一致的性質有助於將聯覺定義為一種真實的體驗。大部分聯覺者報告指他們的經歷是愉快或中性的，儘管在極少數情況下，聯覺者會報告指他們的經歷會導致一定程度的感官超負荷。
雖然聯覺在流行媒體上被定型為醫療狀況或神經系統異常，但許多聯覺者本身並不認為他們的聯覺經歷是個障礙。相反，有些人將其視為天賦–一種額外的「隱藏」感應，一些他們不想錯過的東西。大多數聯覺者在童年時代就意識到他們獨特的感知方式。當中有些人已經學會如何在日常生活和工作中運用自己的能力。聯覺者會利用其能力來記憶姓名和電話號碼、心算和更複雜的創意活動，如製作視覺藝術作品、音樂和戲劇。
儘管其共同點可以定義為廣泛的聯覺現象，以多種方式變化的個人經歷。這種變化首先在聯覺研究中被首先注意到。一些聯覺者報告指元音的顏色較深，而其他輔音則顏色更濃。聯覺者的自我報告，訪問、和自傳筆記中顯示，在聯覺的類型，聯覺感知的強度，對聯覺與非聯覺之間的感知差異的認識以及聯覺在工作，創作過程和日常生活中的使用方式等方面表現出極大的多樣性。
聯覺者很可能會參加創造力活動。有人建議，個人的感知和認知技能的發展，除了一個人的文化環境之外，還會導致人們對聯覺現象的認識和實際運用上的差異。聯覺也可以提供記憶優勢。在愛丁堡大學的朱莉婭·西姆納（Julia Simner）進行的一項研究發現空間序列合成詞具有內置的自動助記符。因此，非聯覺者需要創建一個助記符裝置來記住一個序列（例如日記中的日期），但是聯覺者可以簡單地引用其可視化空間。

### 流行程度
估計聯覺患病率的範圍很廣，從四分之一到1／25,000至1／100,000。然而，大多數研究都依賴於聯覺者的自我報告。在迄今為止被稱為最準確的患病率研究中，透過對從愛丁堡大學和格拉斯哥大學社區招募的500人中進行研究，避免了引入自我推薦的偏見；它顯示了９種不同的聯覺變化中，其患病率為4.4％。在愛丁堡大學接近3,000人的研究還得出結論，在10%以上的人口中發現了一種普遍的聯覺形式—字位→顏色聯覺（彩色字母和數字），並且自此以後在樣本中獨立證實了後者的字位→顏色聯覺的普遍性。
聯覺中最常見的形式是那些觸發顏色，所有中最普遍的是日間的顏色。字位→顏色聯覺也是相對常見的。我們可以從人口中普遍存在的聯覺（或不同形式的聯覺），或在聯覺體內的不同形式聯覺的普遍性來考慮「流行」。因此在聯覺者中，引發顏色的聯覺形式也似乎是最常見的聯覺形式，而聯覺者中的患病率為86％。在另一項研究中，音樂—彩色聯覺也很普遍，佔18-41％。據報導，其中一些最為罕見的是聽覺—觸覺聯覺，鏡像觸覺聯覺及詞彙味覺聯覺。
有研究表明自閉症患者中出現聯覺的可能性更大。

## 類型
整體而言，聯覺有兩種型式：
- 投射型聯覺：人們在受刺激時看到實際顏色，形式或形狀（普遍理解的聯覺版本）；
- 關聯型聯覺：人們在刺激和它觸發的感覺之間感到非常強烈和非自願的聯繫。

例如，在色覺異常（聲音→顏色）中，投影型可能會聽到小號的聲音，並在空間中看見橙色的三角形；而關聯型則可能會聽到小號，並強烈的認為它聽起來是「橙色」。
聯覺可發生於幾乎任何兩種感覺或知覺模式之間，並至少有一名聯覺者—所羅門經歷過五種感官串聯在一起的聯覺形式。
聯覺的類型一般以使用符號x→y來表示，其中「x」是「誘導者」或稱為「觸發體驗」，而「y」是「併發事件」或稱為「附加體驗」。例如，彩色的字母和數字感知（統稱為形素）將被表示為「字素→顏色聯覺」。同樣地，當聯覺者因聽到音調而看到顏色和動作時，這就表示為「音調→律動聯覺」。
雖然在邏輯上幾乎每種的體驗組合都有機會發生，但幾種類型比其他的類型更常見。

### 字素→顏色聯覺

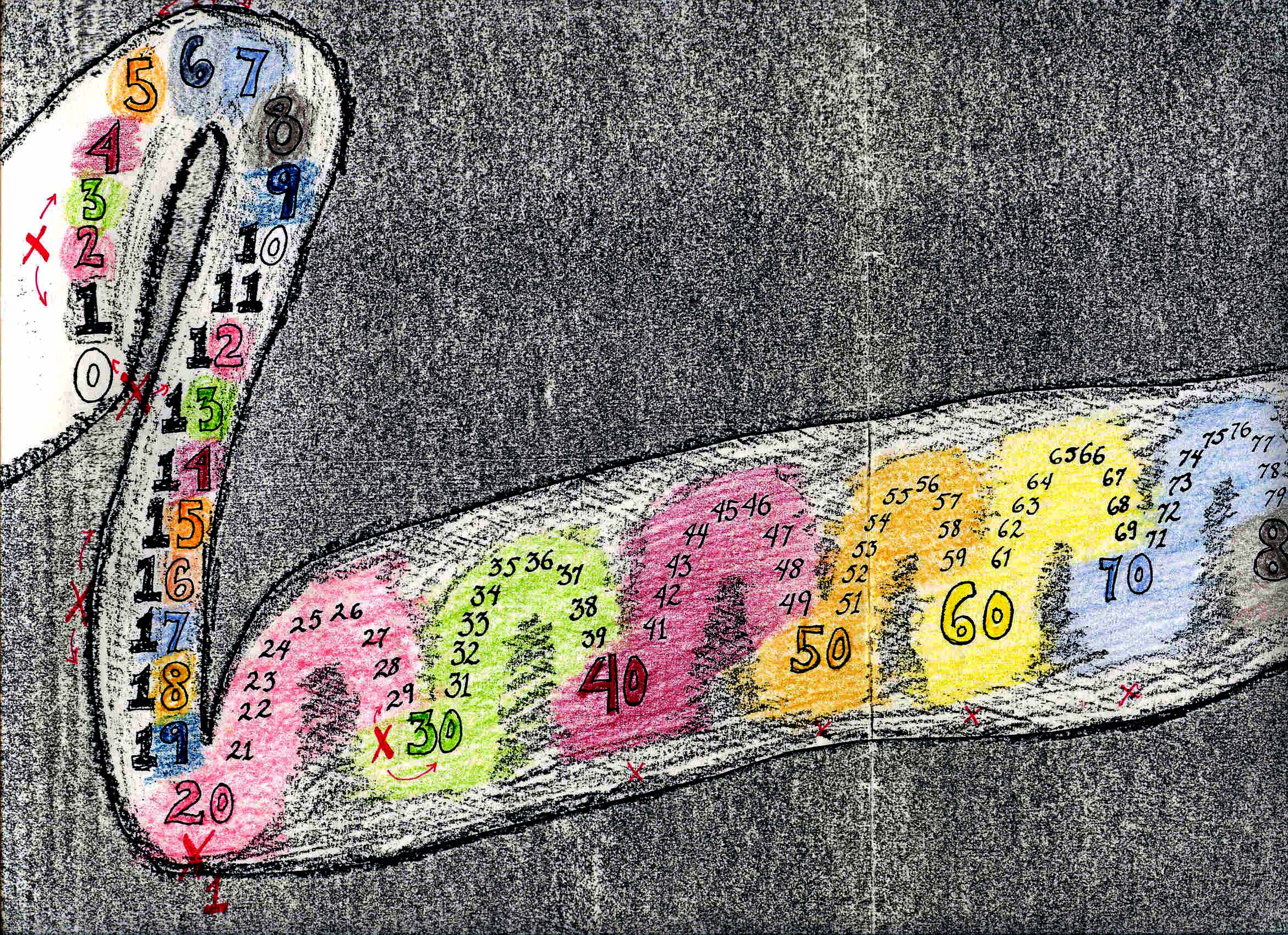
摘自2009年非小說類書籍《星期三是靛藍色的》。注意數字1-12形成了一個上下顛倒的時鐘面。

在最常見的聯覺形式之一中，獨立的字母和數字（統稱為形素）會以顏色使其「稍稍著色」或「具陰影」。雖然有報告顯示，不同的人通常不會對所有字母和數字都產生相同的顏色聯覺，但大量的聯覺者研究發現字母之間的一些共同點（例如A可能是紅色）。

### 連帶色覺
聯覺的另一種常見形式是聲音與顏色的關聯。對某些人來說，例如打開門的聲音、汽車鳴笛或人們說話的一些日常聲音都能觸發他們看見顏色。對其他而言，演奏音符或琴鍵時都會觸發到看見顏色。與音樂相關的聯覺人可能也有絕對音感，因為他們看見／聽到顏色的能力助於他們識別音符或琴鍵。某些聲音以及任何其他聯覺的視覺體驗所觸發的顏色，被稱為「光聯覺（photism）」。
根據理查德·西托維奇的說法，連帶色覺是「類似於煙火一樣的東西」：聲音、音樂和各種環境聲音，例如碗碟碰撞聲或狗吠聲都能觸發顏色和煙火形狀的升起、四處移動，然後在聲音結束時淡出。聲音經常會改變人們對色調、亮度、火花的閃爍和定向移動的感知。有些人在臉前的「屏幕」上看到音樂。對於丹尼·西蒙（Deni Simon）而言，音樂會產生波動的線條，「就像示波器配置般 — 線條以顏色變化，通常是具有高度、寬度及深度（最為重要）的金屬感。我最喜歡的音樂是有著延展到『屏幕』之外水平方向延伸的線條。」
人們對於既定聲音的色聯覺很少會達成共識。對某人而言，降B大調可能是橙色的，而對另一個人來說卻可能是藍色的。眾所周知，作曲人李斯特·費倫茨及尼古拉·安德烈耶維奇·林姆斯基-柯沙可夫著名地對音鍵上的色聯覺表示不一致。

### 空間序列聯覺
那些具有空間序列聯覺（SSS）的人傾向於將數字序列視為空間中的點。例如，數字「１」可能較遠，而數字「２」可能較近。具有SSS的人可能擁有更卓越的記憶；在一項研究中發現到，跟那些沒有該狀況的人相比，他們能夠更好地和更詳細地憶起及回顧過去的事件。他們還會在周遭的空間中看到月份或日期。有些人會在他們的上方和四周看見時鐘一樣的時間幻視。

### 數字形式聯覺

法蘭西斯·高爾頓（1881）的數字形式聯覺。注意首４位數大致對應於其鐘面上的的位置。

數字形式聯覺是出現於數字形式聯覺者每當想到數字時即會自動和非自願出現的一幅數字的心智圖。這些數字可能出現在不同的位置，而映射的改變和變化因人而異。數字形式聯覺最早於1881年由法蘭西斯·高爾頓在其著作《神志正常人的視角（The Visions of Sane Persons）》中進行首次記載並將之命名。有指這可能是由連接頂葉和角回的神經路徑「交叉激活」引起的，這兩個區域分別涉及數字的認知和空間的認知。

### 聽覺→觸覺聯覺
在聽覺→觸覺聯覺中，某些聲音可誘發身體某些部位產生感覺。例如，有聽覺→觸覺的聯覺者可能會經歷過，當聽到某個特定單詞時，其身體的某個特定部分便會感到被觸碰一樣，或者經歷過在不被觸碰的情況下，體驗到某些聲音可以在他們的皮膚上產生感覺。這是聯覺中最不常見的形式之一。
然而，有推測指ASMR的常見現象也是一種聽覺→觸覺聯覺的形式（在未經觸摸的情況下，由聽覺刺激觸發身體上產生的酥麻／抖顫感），意指那可能比目前統計數據暗指的更常見。

### 序數語言人格化
序數語言人格化（OLP，簡稱人格化）是一種有排序的序列聯覺的一種形式，例如序數、星期和月份的名稱、字母都是跟個性或性別相關（Simner & Hubbard 2006）。例如，數字「２」可能是個脾氣暴躁的小男孩，或是字母「Ｇ」可能是擁有著和藹面容的一個忙碌母親。儘管這種聯覺形式早在1890年代就已有文獻記載（Flournoy 1893; Calkins 1893），直到近年研究人員對這種形式聯覺的關注甚少（參見 研究歷史）。這種聯覺形式被朱莉婭·西姆納（Julia Simner）及其同事在當代文學中被稱為OLP，儘管它現在被廣泛稱為聯覺中的「序列→人格聯覺」一詞。「序數語言人格化」通常會跟聯覺的其他形式同時出現，例如是字素→顏色聯覺。

### 恐音症
恐音症是一種神經系統疾病，其中特定的聲音會觸發負面情緒的體驗（如憤怒、恐懼、仇恨、厭惡...等）。理查德·西托維奇主張恐音症或許與各種形式的聯覺相關。米倫·愛德斯坦（Miren Edelstein）與她的同事們按照不同大腦區域之間的連通性以及具體症狀而言，對恐音症和聯覺進行了比較。他們提出了一個假設，即「聽覺皮層與邊緣結構之間連接的病理性扭曲可能會導致一種聲音—情感的聯覺。」研究表明，患有恐音症的人有著正常的聽力敏感性水平，但是邊緣系統和自主神經系統一直處於「提高覺醒的狀態」，這對聲音的反應異常將會更加普遍。較新的研究可能會暗示，根據其嚴重程度，當個人暴露於某些關聯和觸發器相關的情況時，恐音症可能與較低的認知控制有關。
目前尚未清楚導致恐音症的成因；目前也尚未有該情況的治療方法，但可以通過不同類型的應對策略進行管理。這些策略因人而異，有些報告指避免了某些情況可能觸發反應：模擬的聲音、透過不同的方法來消除聲音，如使用耳機、音樂、內部對話和許多其他方法等。大多數恐音症都利用這些由其他人製作的聲音來「蓋過」這些聲音。

### 鏡觸式聯覺
這是一種聯覺形式使個人感受到其他人也感受到的相同感覺（如觸覺）。例如，當這類聯覺者觀察到某人的肩膀被拍了一下，聯覺者也會不由自主地感受到自己的肩膀也被拍了一下。跟一般人相比較，擁有這種類型的聯覺者會展現出較高水平的同理心。這可能與存在於大腦運動區域所謂的鏡像神經元相關，這也跟同理心有關係。然而這是罕見的情況。

### 詞彙→味覺聯覺
這是另一種罕見的聯覺形式，聯覺者在聽到詞彙時會嚐到某些味道。例如，「籃球」一詞嚐起來可能會像威化餅。紀錄片《德里克的耳垢味道（Derek Tastes Of Earwax）》取名自這個現象，參考自酒吧老闆詹姆斯·萬納頓（James Wannerton）每當聽到別人呼喚其名字時都會感受到這種特殊感覺。據估計，約有0.2％的人口具有這種形式的聯覺。

### 運動知覺的聯覺
運動知覺的聯覺（Kinesthetic synesthesia）世界上最罕見的聯覺記錄形式之一。這種聯覺形式是多種不同類型聯覺的組合。其特徵類似於聽覺→觸覺聯覺，然而其感覺並不僅限於單個數字或字母，而是複雜的關係系統。這結果是能夠透過圍繞著運動知覺相關變量的身體感覺來記憶和建立眾多變量之間複雜關係的模型。報告包括了手部或腳部的觸感感覺，在分析數學方程式、物理系統或音樂時，結合形狀或物體的可視化效果。在另一種情況下，一個人在描述解決數學問題時，看到物理形狀之間的相互作用所導致的腳部感覺。具有這種聯覺的人通常可以把複雜的系統記住和形象化，並具有很高的準確性地預測系統更改的結果。例子包括預測學科中的電腦模擬結果，例如當結果不是自然直觀時的量子力學或流體動力學。

### 其他形式
其他形式的聯覺也曾經記載過，但鮮有科學化地作分析。現時至少存在著80種不同形式的聯覺。
2017年8月，《社會神經科學》雜誌上的一篇研究文章回顧了功能性磁振造影（fMRI）的研究，以確定經歷ASMR的人是否經歷某種聯覺形式。雖然尚未確定，然而有軼事證據表明，基於在神經通路內的功能連通性方面跟對照組的顯著且一致的差異，可能是這種情況。目前尚未清楚這是否會導致ASMR被納入為現有聯覺的一種形式出現，或者是否會考慮採用一種新的類型。

## 研究

如這樣的測試表明人們不會武斷地把聲音附加到視覺形狀上。當人們在單詞「波巴」和「奇奇」之間進行選擇時，左邊的形狀幾乎總是被稱作「奇奇」，而右邊的稱為「波巴」。

聯覺的研究提出了關於大腦如何結合來自不同感覺方式訊息的問題，這被稱為跨模式感知或多感官整合。
這方面的一個例子就是波巴/奇奇效應。在沃爾夫岡·苛勒最初設計的實驗中，人們被要求從兩種形狀中選擇哪一種命名為「波巴」，哪一種命名為「奇奇」。當中「奇奇」具95–98％的選擇率為角形，而較圓的是「波巴」。在特內里費島的個別人士在兩種稱為「takete」和「maluma」的形狀之間表現出相似的偏好。甚至是兩歲半的孩子（閱讀的年齡太小）也顯示出這種效果。研究顯示在這種效果的背景下，可能會出現抽象概念引發的感覺。
研究人員希望對聯覺的研究能夠更好地理解意識及其意識相關神經區。由於聯覺經歷了額外的質感（例如有色聲音），因此聯覺尤其可能與感質的哲學問題相關，感質研究的重要見解可能來自於聯覺具有抽象概念引發感覺的特性，這就暗示了在產生感質中關鍵作用的概念化過程。

### 技術應用
聯覺也有許多實際上的應用，其中之一就是在技術中使用「有意聯覺」。

### 感覺替代裝置
彼得·邁耶（Peter Meijer）開發了一種名為「The vOICe」的感覺替代裝置（vOICe中的「O」、「I」、「C」。為大寫字母，意即「噢，我明白了」的意思）。「The vOICe」是個私人研究項目，沒有風險投資來營運，是1991年開始以低成本硬件實現的第一個項目。vOICe是一種視覺至聽覺的感覺替代裝置（SSD），以高分辨率保留視覺細節為特點（高達25,344個像素）。該裝置包括一台筆記本電腦、頭戴式攝像鏡頭或電腦攝像鏡頭，以及耳機。「vOICe」透過相機將周圍環境的視覺刺激轉換為相應的聽覺演示（聲音地景）透過耳機以每秒一個音景的默認率來傳送給使用者。每個音景都是從左到右的掃描，按音高表示其高度，及亮度以響亮程度來表示。「The vOICe」從失去的感覺模態透過轉換信息轉換為剩餘模態的刺激以彌補視力喪失。

### 研究歷史
人們對色彩聽力的興趣可以追溯到希臘古代，當時哲學家問到音樂的顏色（我們現在稱為音色）是否一個可量化的質量。艾薩克·牛頓提出音調和色調具有共同的頻率，就像約翰·沃夫岡·馮·歌德於其著作《色彩理論》中所述一樣。建立色彩管風琴的歷史悠久，例如帶燈鍵盤在音樂廳上表演彩色音樂。為了進一步支持該概念，在印度古典音樂中，音樂術語「raga」和「rasa」分別也是顏色和味道（質量）的同義詞。
「色彩聽覺」的首個醫學描述是德國醫生喬治·托比亞斯·路德維希·薩克斯（Georg Tobias Ludwig Sachs）於1812年的論文。有「心理物理學之父（father of psychophysics）」之稱的古斯塔夫·費希納，他於1876年從73名聯覺者中進行首個彩色字母光聯覺的實證研究，法蘭西斯·高爾頓隨後於1880年代進行實證研究。1912年，卡爾·榮格於其著作《變革的象徵（Symbols of Transformation）》中提到「色彩聽覺」。
在1920年代初期，包浩斯的一名教師兼音樂家格特魯·格魯諾研究了聲音、色彩與動作之間的關係，並發展出類似於奧地利作曲家阿諾·荀伯克（1874-1951）的十二音音樂類似的「12色調的彩色圈」，她於1920年代末至1930年代初至少一次參與在漢堡舉行的「色彩聲音研究大會（德語：Kongreß für Farbe-Ton-Forschung）」。在幾個國家中，聯覺的研究進展迅速，但由於難以衡量主觀經驗和行為主義的興起，使得對「任何」主觀經驗的研究成為忌諱，聯覺在1930年至1980年間逐漸淡出了科學視野。
隨著1980年代的認知革命再次使人們對內部主觀狀態再次受到尊重，科學家們回到了聯覺的研究。在美國由拉里·馬克斯（Larry Marks）和理查德·錫奇（Richard Cytowic），和後來由西蒙·巴倫·科恩及杰弗裡·格雷的帶領下，研究人員探索了聯覺體驗的現實性、一致性和體驗。在1990年代後期，重點放在字素→顏色聯覺上，這是最常見和易於研究的類型之一。心理學家和神經科學家研究聯覺的原因不僅是其固有的吸引力，還有其可能對聯覺和非聯覺發生的認知及知覺過程的見解。聯覺現時是科學書籍和論文、博士論文、紀錄片甚至是小說的主題。
心理學研究已證實聯覺體驗具有可量度的行為影響，同時神經影像學研究也識別到聯覺者與別不同的大腦活動方式。許多擁有聯覺能力的人把他們的特殊體驗應用於創造性活動當中，也有許多非聯覺者嘗試創作看來包含聯覺的藝術作品。心理學家和神經科學家們研究聯覺並非出於研究本身的趣味，而是在於它所能帶來的對聯覺者和非聯覺者認知過程的深入了解。
自從1990年代互聯網興起以來，聯覺者們開始互相聯繫，並創建專門針對這種情況的網站。這些聯繫迅速發展成為國際組織，例如是美國聯覺協會、英國聯覺協會、比利時聯覺協會（Belgian Synesthesia Association）、加拿大聯覺協會（Canadian Synesthesia Association）、德國聯覺協會（German Synesthesia Association）及荷蘭聯覺網絡社區（Netherlands Synesthesia Web Community）。

## 社會與文化

### 知名人士
- 所羅門·維尼亞米諾維奇·舍雷舍夫斯基 — 一名報章記者轉型成為著名的記憶術專家，他由俄羅斯神經心理學家亞歷山大·魯利亞發現患有一種罕見的五重形式聯覺[83]。單詞和文字不僅與高度生動的視覺空間圖像有關，而且還有聲音，味道，顏色和感覺[83]。舍雷舍夫斯基能夠無格式地重述許多事物無窮無盡的細節，從姓名的清單以至數十年來的對話，但是他對掌握抽象的概念面對著很大的困難。由於聯覺極大地抑制了舍雷舍夫斯基理解自己所讀到或聽到內容的能力，故他會自動和幾乎是永久的保留著每個細節[83]。
- 神經科學家兼作家維萊亞努爾·拉馬錢德蘭研究了同時患有色盲和字素→顏色聯覺的聯覺者的個案，雖然他的眼睛看不到某些顏色，然而在看某些字母時仍可以「見到」這些顏色。由於他沒有這些顏色的名稱，故他稱它們為「火星人的顏色」[84]。

### 文學作品
聯覺有時會被用作情節的設置或某角色的內心世界的發展方式。作者兼聯覺者帕特西雅·達菲於現代小說中描述了用於聯覺角色的四種方式是：
- 聯覺作為浪漫主義理想：在這種情況下，說明了浪漫理想得以體現於超越了個人世界的體驗。此類書籍包括了弗拉基米爾·弗拉基米羅維奇·納博科夫的《天賦》。
- 作為病理的聯覺：當中的特質是病理性的。此類書籍包括了朱莉雅·格拉斯（英语：Julia Glass）的《整個世界完了（The Whole World Over）》。
- 作為病理的浪漫主義理想聯覺：那些聯覺既是病理性，同時也提供了一條勝過司空見慣的浪漫主義理想途徑。此類的書籍包括荷莉·佩恩（英语：Holly Payne）的《藍色之聲（The Sound of Blue）》及，安娜·費拉拉（Anna Ferrara）的《試圖當個正常的女人（The Woman Who Tried To Be Normal）》。
- 聯覺為心理健康與平衡：珍·雅德利（英语：Jane Yardley）的《紅寶石星期二的油畫（Painting Ruby Tuesday）》及，雲迪·馬斯（英语：Wendy Mass）的《一個芒果形狀的空間（英语：A Mango-Shaped Space）》。

許多文學對關於聯覺的描寫都不準確。有些人說的是作者對聯覺的解釋，而非該現象本身。
- 法國詩人阿蒂爾·蘭波及夏爾·皮耶·波德萊爾撰寫了聯覺經歷，但沒有證據表明他們本身就是聯覺者。波德萊爾於1857年的《信函（Correspondances）》提出了一種概念，感覺可以並應該混合在一起。波德萊爾參加了由精神科醫生雅克-約瑟夫·莫羅（英语：Jacques-Joseph Moreau）進行的大麻實驗，並對這些感覺如何相互影響產生了興趣[19]。蘭波後來於1871年寫下了《元音（Voyelles）》，在普及聯覺方面，這可能比《信函》更為重要。後來他誇口說：「我發明了元音的顏色！（J'inventais la couleur des voyelles!）」[87]。
- 丹尼爾·譚米特寫了一本有關其聯覺經歷的書，名為《出生於藍色的日子（Born on a Blue Day）》[88]。
- 《朱古叻（英语：Chocolat (novel)）》（1999年）的作者喬安娜·哈里斯，她自稱體驗過作為氣味的顏色的聯覺者[89]。她的另一本小說《藍眼睛的男孩（Blueeyedboy）》具有聯覺的各個方面。
- 康定斯基結合了四種感覺：顏色，聽覺，觸覺和氣味[1][3]。
- 納博科夫於其自傳《說吧，記憶》中詳細地描述了其字素—顏色聯覺，並用他的一些人物角色來描繪[90]。
- 日本作家天祢涼在其创作的推理小说《共感觉》中塑造了利用联觉查案的侦探音宫美夜。[91]

### 藝術作品
其他值得注意的聯覺者尤其是來自藝術專業和背景的範疇。歷史上的綜合藝術指的是可視化音樂、音樂形象化、視聽藝術、抽象電影和中介媒體的多感官實驗。跟神經科學有所不同的是，藝術聯覺的概念是被視為一次性格式塔學派體驗中對多種刺激的同時感知。
神經聯覺一直是藝術家、作曲人、詩人、小說家和數碼藝術家的靈感來源：
- 弗拉基米爾·弗拉基米羅維奇·納博科夫於幾本小說中明確地寫到關於聯覺的事情；
- 瓦西里·康丁斯基（一名聯覺者）和皮特·蒙德里安（一名非聯覺者），兩人都在繪畫中嘗試過圖像音樂一致性；
- 阿歷山大·尼古拉耶維奇·史加爾亞賓基於五度圈創作了故意製造的色彩音樂，而期間奧利華·梅湘特別為了實現其雙向音樂—色彩聯覺作藝術處理而發明了一種新的作曲方法—有限換位模式（英语：Mode of limited transposition）；例如，其交響曲《從峽谷到星星（英语：Des Canyons aux étoiles...）》於布萊斯峽谷國家公園中的紅色岩石所進行的描繪。

新的藝術運動，例如文學象徵主義、非形象化藝術和視覺音樂已從具有聯覺感知的實驗中獲益，並促進了大眾對聯覺和多感官感知方式的認識：
- 如嘉露·斯蒂恩（英语：Carol Steen）[97]般具有聯覺的當代藝術家，還有瑪西雅·斯米力克（Marcia Smilack）[98]，她是一位待至看到的照片作出聯覺反應後再拍照的攝影師，他們會利用聯覺來創作其藝術品。
- 加拿大視覺藝術家布蘭迪·加爾（Brandy Gale）經歷過她任何的感覺—聽覺、視覺、味覺、觸覺、嗅覺和動作非自願地參與或穿越。加爾透過探索每個區域嘗試捕捉，選擇和傳播這些個人經歷的感官全景，而不是從照片中作畫[99][100][101]。
- 大衛·翯尼在繪畫歌劇舞台佈景時（儘管不是在創作他的其他作品時），他運用這些看法並利用顏色、形狀和配置來感知音樂。
- 除了梅湘（Messiaen）所開發的三種複雜的顏色於音樂和弦的結構中明確地呈現[3][102]，而其他報告過擁有聯覺的作曲人包括艾靈頓公爵[103]、里姆斯基·科薩科夫（Rimsky-Korsakov）[104]及尚·西貝流士[92]。
- 米高·托克（英语：Michael Torke）是當代聯覺作曲家的例子[92]。
- 物理學家李察·費曼在他的自傳《您在乎別人的想法嗎？（What Do You Care What Other People Think?）》中描述了他的色彩方程[105]。

其他著名的聯覺人包括了：
- 音樂人比利·喬[106]:89, 91、以撒·普爾文[106]:53、阿歷山大·弗雷（英语：Alexander Frey）、蘿兒、布倫登·尤里[107][108]、艾達·瑪麗亞（英语：Ida Maria）[109]、布萊恩·蔡斯（英语：Brian Chase）[110][111]及派崔克·史坦普；
- 發明家尼古拉·特斯拉[112]；
- 電子音樂人李察·D·詹姆斯（Richard D. James），又名為Aphex Twin，他自稱受到清醒夢和音樂的啟發；
- 古典鋼琴家埃萊娜·格里莫；
- 樂隊感恩至死的鼓手米奇·哈特（英语：Mickey Hart），他於其自傳《在魔法邊緣打鼓（Drumming at the Edge of Magic）》中寫下關於他的聯覺經歷[113]；
- 樂隊海王星人（英语：The Neptunes）與N.E.R.D.（英语：N.E.R.D.）的菲瑞·威廉斯也曾經歷了聯覺[114][115]，並以此作為其樂隊專輯《看見聲音（英语：Seeing Sounds）》的基礎；
- 唱作歌手瑪琳娜·藍布里尼·戴曼迪斯體驗到音樂→顏色聯覺，並報告指一周中有色彩的日子[116]；

事實上，一些經常被提到有聯覺者的藝人並沒有神經系統疾病。
- 斯克里亞賓於1911年的《羅米修斯：火之詩（英语：Prometheus: The Poem of Fire）》中，一個謹慎的作顏色選擇的精巧複雜裝置是基於五度圈而製作的，似乎是取自海倫娜·布拉瓦茨基[3][117]。
樂譜中有一個單獨的標有「luce」的譜號，它於色風琴（英语：color organ）上演奏為「音符」，其技術性評論出現於《科學美國人（Scientific American）》[3]；另一方面，其年長的同事林姆斯基-科薩科夫（Rimsky-Korsakov）被認為是個相當保守的作曲人，他事實上是個聯覺者[118]。

聞名於創作《鐵甲奇俠》的電影主題曲、《權力遊戲》及《西部世界》等電視連續劇主題曲和樂譜的拉敏·賈瓦帝，他也具有聯覺。他說自己傾向於「把顏色跟音樂聯繫起來，或是製作帶有顏色的音樂。」

### 其他有關聯覺的各類作品
- 日本漫畫《電波教師》：女配角曉昴能夠憑味覺嗅覺等等，透析一個人的思維情緒的復合聯覺；
- TED talk: "I listen to color" （页面存档备份，存于）；
- 日本電視動畫《科學超電磁砲》：在幻想御手篇中有用到聯覺的概念；
- 日本輕小說《文學少女》：女主角天野遠子閱讀文字時能嚐出味道；
- 《CANAAN迦南》：一部以聯覺（共感覺）為主題的日本電視動畫；
- 《Gimmy Heaven第三凶間》：一部以聯覺（共感覺）為主題的日本真人電影；
- 《冰激凌王国》；作者杰里夫·福特；一篇以联觉为主题的科幻小说，曾获得美国科幻星云奖；
- 《星期三是藍色的》；作者丹尼爾·譚米特（Daniel Tammet）的自傳。他有強烈的共感覺，也有學者症候群和亞斯伯格症，10000以內的兩個數字相乘都能對應到一個不同的顏色、質地或形狀，所以他可以很快的說出答案，曾在眾人面前背出圓周率到小數點後22,514位，也曾在一個星期內學會冰島語；
- 《芒果貓A Mango-Shaped Space》：一部以聯覺（共感覺）為主題的青少年小說；
- 美剧《豪斯医生》第四季第二集中的案例，一位患者的眼睛可以聽到聲音；
- 美剧《超異能英雄》第四季中将对声音的视觉设定为一种少数进化人类所拥有的超能力之一。剧中最早登场的该能力拥有者为艾瑪·庫利奇（Emma Coolidge）。拥有异能复制力的男主角皮特·佩里（Peter Petrelli）曾临时拥有过这种联觉能力；
- 日本電視動畫《東京殘響—残響のテロル》中男主角Twelve於聽到女主角理莎（リサ）的聲音時說出是黃色的樣子，是聲音連結的聯覺；
- 日本動漫《美食獵人》的庫克在地下賭場篇提到共感覺(電磁波→視覺)；
- 日本漫畫《純白色戀人》：女主角七瀨優菜可以看見情緒的色彩（但看不見男主角的色彩，只能看到朦朧的白色）與嘗到人聲的味道（所以才帶著耳機，否則嘴裡會有奇怪的味道）；
- 翻譯小說《完美的妳去死》，是《平凡的我重生》的續集：由R.J.Anderson所著，講述主角艾莉森擁有四重聯覺症，被當成是精神病患送入精神病院。她能嘗出人是否在說謊，分辨正常人類無法分辨的顏色光譜（像是她覺得電視的顏色「不夠飽和」），她知道每個顏色和字母的味道及個性，對每個人的名字有不同的感覺，還有因為對文字有多重感官的聯想而更容易記憶等。當她聽到噪音是會感到極度痛苦，因此攻擊別人而被當成暴力患者。她從小就選擇隱藏自己的聯覺，觀察怎樣是「正常的反應」，導致了她封閉脆弱的個性。

## 参阅
- 艺术联觉
- 绘画理论
- 音乐宇宙

## 延伸阅读
- de Broucker T. . Rev. Neurol. (Paris) (Review). April 2013, 169 (4): 328–34. PMID 23434143. doi:10.1016/j.neurol.2012.09.016 （法语）.
- Cohen Kadosh R, Terhune DB.  (PDF). Br J Psychol (Review). February 2012, 103 (1): 20–3  [2021-03-09]. PMID 22229770. doi:10.1111/j.2044-8295.2010.02003.x. （原始内容存档 (PDF)于2019-07-02）.
- De Cordoba, M.J.; Riccò, D.; Day, Sean. . Granada, Spain. July 2014: 372  [2022-03-03]. ISBN 978-84-939054-9-1. （原始内容存档于2021-02-25）.
- Dael N, Sierro G, Mohr C. . Front Psychol (Review). 2013, 4: 754. PMC 3798864 . PMID 24151478. doi:10.3389/fpsyg.2013.00754.
- Fitzgibbon BM, Enticott PG, Rich AN, Giummarra MJ, Georgiou-Karistianis N, Bradshaw JL. . Neurosci Biobehav Rev (Review). January 2012, 36 (1): 645–57. PMID 21986634. S2CID 10536190. doi:10.1016/j.neubiorev.2011.09.006.
- Luke DP, Terhune DB. . Front Psychol (Review). 2013, 4: 753. PMC 3797969 . PMID 24146659. doi:10.3389/fpsyg.2013.00753.
- Mylopoulos MI, Ro T. . Front Psychol (Review). 2013, 4: 763. PMC 3804765 . PMID 24155733. doi:10.3389/fpsyg.2013.00763.
- Price MC, Mattingley JB.  (PDF). Cortex (Review). May 2013, 49 (5): 1165–86  [2021-03-09]. PMID 23237480. S2CID 8151536. doi:10.1016/j.cortex.2012.10.013. （原始内容存档 (PDF)于2021-08-26）.
- Rothen N, Meier B, Ward J. . Neurosci Biobehav Rev (Review). September 2012, 36 (8): 1952–63. PMID 22634573. S2CID 9541065. doi:10.1016/j.neubiorev.2012.05.004.
- Sinke C, Halpern JH, Zedler M, Neufeld J, Emrich HM, Passie T. . Conscious Cogn (Review). September 2012, 21 (3): 1419–34. PMID 22521474. S2CID 15807455. doi:10.1016/j.concog.2012.03.009.
- Simner J.  (PDF). Br J Psychol (Review). February 2012, 103 (1): 1–15  [2020-05-26]. PMID 22229768. doi:10.1348/000712610X528305. （原始内容存档 (PDF)于2019-07-09）.
- Suslick KS. . Curr Opin Chem Biol (Review). December 2012, 16 (5–6): 557–63. PMC 3606019 . PMID 23183411. doi:10.1016/j.cbpa.2012.10.030.
- Ward J. . Annu Rev Psychol (Review). 2013, 64: 49–75. PMID 22747246. doi:10.1146/annurev-psych-113011-143840.

- Danis, Alex. . Numberphile. Brady Haran.   [2013-04-06]. （原始内容存档于2015-09-18）.
- Palmer, Stephen; Schloss, Karen B. . Discover Magazine Blogs. Kalmbach Publishing Co. 2015-08-21  [2021-03-09]. （原始内容存档于2019-11-15）.